# Flyleaf EP
Flyleaf es la auto-titulado EP por Flyleaf, existen dos EP con el mismo nombre, solo que son de diferentes años, el primero del 2004 con 4 tracks y el otro del 2005 con 6 tracks.

## Lista de canciones
2004

| N.º | Título          | Duración |  |
| 1.  | «Red Sam»       | 3:19     |  |
| 2.  | «Breathe Today» | 2:53     |  |
| 3.  | «I'm Sorry»     | 2:45     |  |
| 4.  | «Cassie»        | 2:57     |  |

2005

| N.º | Título                        | Duración |  |
| 1.  | «"I'm So Sick(Demo)"»         | 3:46     |  |
| 2.  | «"Fully Alive (Demo)"»        | 2:48     |  |
| 3.  | «"Breathe Today (Demo)"»      | 2:53     |  |
| 4.  | «"I'm Sorry (Demo)"»          | 2:45     |  |
| 5.  | «"Cassie (Demo)"»             | 2:57     |  |
| 6.  | «"Red Sam (Demo)"»            | 3:19     |  |
| 7.  | «Multimedia - Part (Pc&mac):» |          |  |

1. - Breathe Today "(video)
  - Galería de fotos
  - Protector de Pantalla
  - Material promocional del video
  - Web Links

- Datos: Q5463629